# Hubertus Kohle

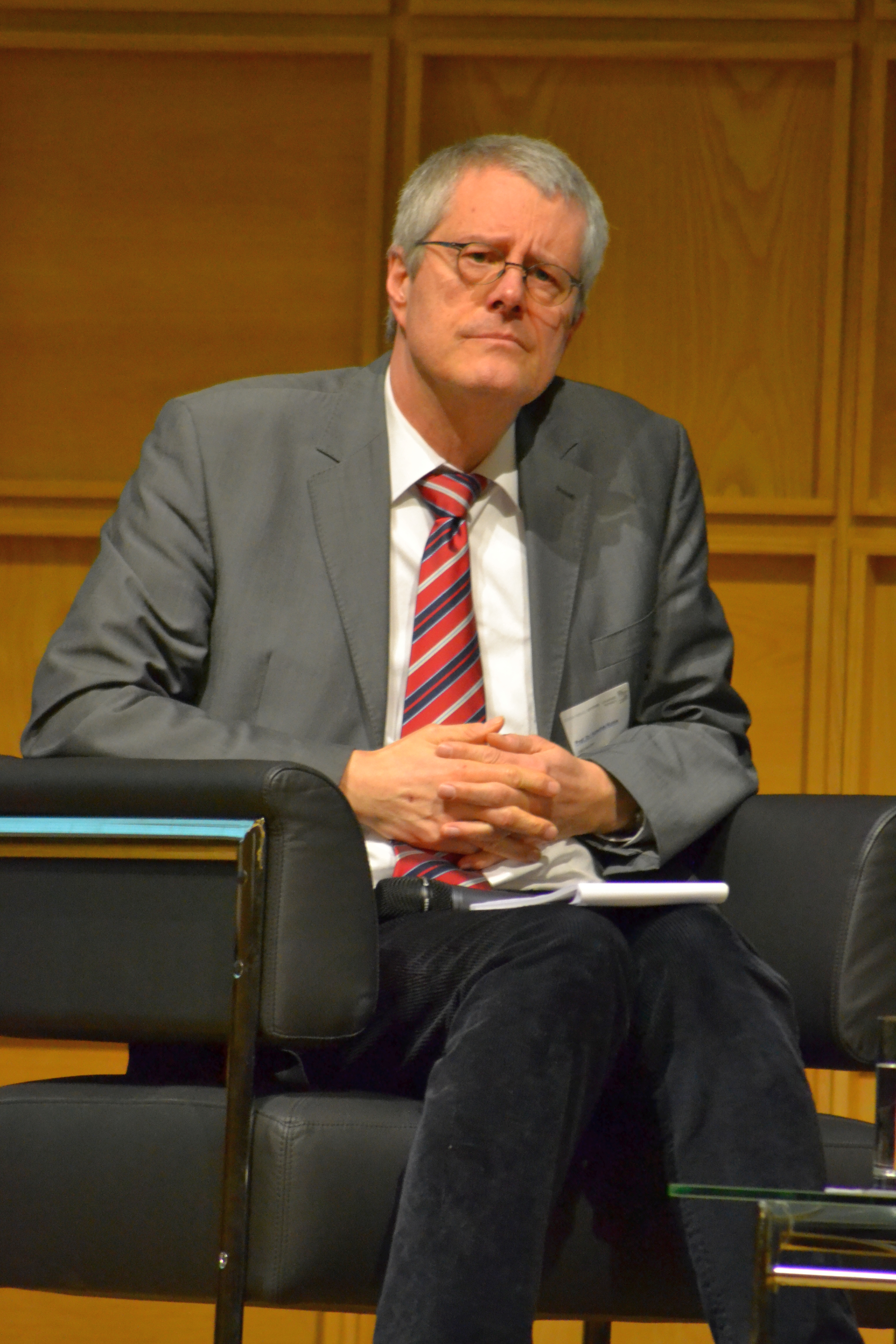
Hubertus Kohle bei einer Tagung im März 2015 in Düsseldorf.

Hubertus Kohle (* 6. Juni 1959 in Düsseldorf) ist ein deutscher Kunsthistoriker. 

## Leben
Kohle studierte Kunstgeschichte, Philosophie, Romanistik, Geschichte und Urbanistik in Bonn, Paris und Florenz. Im Jahr 1986 wurde er zu Denis Diderots Kunstbegriff promoviert. Von 1987 bis 1992 war Kohle wissenschaftlicher Mitarbeiter und von 1993 bis 1997 Assistent an der Ruhr-Universität Bochum. 1996 erfolgte die Habilitation zu Adolph Menzels Friedrichbildern. Von 1997 bis 1999 war er Hochschuldozent an der Universität zu Köln. 
Seit 2000 ist er Inhaber des Lehrstuhles für Mittlere und Neuere Kunstgeschichte an der Ludwig-Maximilians-Universität München.
Seine Arbeitsschwerpunkte sind die Bildkünste des 18. und 19. Jahrhunderts bis zur Klassischen Moderne, insbesondere in Frankreich und Deutschland, daneben Medienprobleme, Theoriegeschichte und digitale Kunstgeschichte. Als einer der ersten Fachvertreter thematisiert Kohle die Bedeutung der Digitalisierung für die Kunstgeschichte. Er ist seit 2001 Mitherausgeber des Online-Rezensionsjournals sehepunkte.
Die vom Bayerischen Rundfunk produzierte und von Kohle moderierte Sendereihe Stil-Epochen machte ein breites Fernsehpublikum mit den verschiedenen Kunstepochen von der Antike bis zur Moderne vertraut.
Hubertus Kohle schrieb zahlreiche Artikel für das Biographisch-Bibliographische Kirchenlexikon (BBKL).

## Schriften (Auswahl)
- Museen digital: Eine Gedächtnisinstitution sucht den Anschluss an die Zukunft. Heidelberg University Publishing, Heidelberg 2018, ISBN 978-3-946054-86-3 (Digitalisat).
- Digitale Bildwissenschaft. Hülsbusch, Glückstadt 2013, ISBN 978-3-86488-036-0. (Digitalisat).
- Vom Biedermeier zum Impressionismus (= Geschichte der bildenden Kunst in Deutschland Band 7). Prestel, München 2008.
- mit Katja Kwastek: Computer, Kunst und Kunstgeschichte. Deubner, Köln 2003, ISBN 3-937111-01-8.
- mit Wolfgang Brassat: Methoden-Reader Kunstgeschichte. Deubner, Köln 2003, ISBN 3-937111-02-6.
- Adolph Menzels Friedrich-Bilder. Theorie und Praxis der Geschichtsmalerei im Berlin der 1850er Jahre (= Münchener Universitätsschriften des Instituts für Kunstgeschichte. Band 1). Deutscher Kunstverlag, München 1997, ISBN 3-422-06327-7 (Zugleich: Bochum, Universität, Habilitationsschrift, 1996) (Digitalisat).
- Ut pictura poesis non erit. Denis Diderots Kunstbegriff. Mit einem Exkurs zu J. B. S. Chardin (= Studien zur Kunstgeschichte. Band 52). Olms, Hildesheim u. a. 1989 (Digitalisat).